# Eurhopalothrix heliscata
Eurhopalothrix heliscata är en myrart som beskrevs av Wilson och Brown 1985. Eurhopalothrix heliscata ingår i släktet Eurhopalothrix och familjen myror. Inga underarter finns listade i Catalogue of Life.